# واين موليغان
واين موليغان (بالإنجليزية: Wayne Mulligan)‏ هو لاعب كرة قدم أمريكية أمريكي، ولد في 5 مايو 1947 في بالتيمور في الولايات المتحدة.

## وصلات خارجية
- واين موليغان على موقع مرجع كرة القدم المحترفة.كوم (الإنجليزية)